# Kris Bankston
Kristeon Lamar Bankston, detto Kris (Pine Bluff, 11 giugno 1999), è un cestista statunitense.